# Гуляйпільська сільська рада (Криничанський район)
| Гуляйпільська сільська рада — орган місцевого самоврядування у Криничанському районі Дніпропетровської області з адміністративним центром у c. Гуляйполе. Сільській раді підпорядковані населені пункти: - c. Гуляйполе - с. Березине - с. Благодатне - с. Бузулуки - с. Високе - с. Козаче - с. Малософіївка - с. Первомайське - с. Смоленка - с. Тарасівка - с. Удачне - с. Українське |

## Склад ради
Рада складається з 18 депутатів та голови.

## Керівний склад сільської ради
| ПІБ                            | Основні відомості                                                         | Дата обрання | Дата звільнення |
| ------------------------------ | ------------------------------------------------------------------------- | ------------ | --------------- |
| Хомяченко Віктор Володимирович | Сільський голова, 1959 року народження, освіта, позапартійна              | 26.03.2006   | 31.10.2010      |
| Хомяченко Віктор Володимирович | Сільський голова, 1959 року народження, освіта вища, член Партії регіонів | 31.10.2010   |                 |

Примітка: таблиця складена за даними джерела